# هبتاسين
هبتاسين هو هيدروكربون عطري متعدد الحلقات يتألف من سبع حلقات بنزين مندمجة مع بعضها بشكل خطّي وبأسلوب مترافق. ينتمي المركب بنيوياً إلى مجموعة الأسينات؛ ويعد من أشباه الموصلات العضوية، وهو مركب غير مستقر.

## التحضير
من الصعب تحضير مركب الهبتاسين بسبب عدم استقراره، ورغم ذلك كان محط اهتمام الكيميائيين لستوات طوبلة.
في سنة 2006 تمكنت مجموعو بحث من اصطناعه ولكن دون أن تتمكن من عزله.
تضمنت العملية إجراء تفاعل ديلز-ألدر على ثنائي برومو النفثالين مع المعالجة بمركب ن-بوتيل الليثيوم في التولوين؛ ثم بإجراء الأكسدة العضوية باستخدام بارا-الكلورانيل؛ ثم المعالجة بمركب N-ميثيل مورفولين N-أكسيد بوجود أكسيد الأوزميوم الثماني في وسط من الأسيتون وثالثي بوتانول. يلي ذلك تفاعل أكسدة سويرن باستخدام ثلاثي فلورو حمض الأسيتيك (TFA) في وسط من ثنائي ميثيل سلفوكسيد (DMSO) وثنائي كلورو الميثان؛ ثم بإجراء تفاعل نزع كربونيل محفز ضوئياً في شبكة بوليميرية من بولي ميثيل ميثاكريلات (PMMA).

## الخواص
مركب الهبتاسين غير مستقر، ودرست خواصه عند درجات حرارة منخفضة وبوجوده في شبكة بوليميرية مثبتة.
بينت دراسة أن وجود الهبتاسين في وسط من حمض الكبريتيك يؤدي إلى استقراره حتى عند درجة حرارة الغرفة وذلك في حال غياب الأكسجين.

## اقرأ أيضاً
- أسينات (كيمياء)